# BMI Film and TV Awards
Les BMI Film and TV Awards sont des récompenses décernées annuellement par la société de gestion des droits d'auteur américaine Broadcast Music Incorporated (BMI) dans deux catégories : musique de film (BMI Film Music Award) et musique pour la télévision (BMI TV Music Awards).

## Catégories de récompense
- Prix BMI de la meilleure musique de film (BMI Film Music Awards)
- Meilleure musique de film (Film Music / Feature Film)
- Chanson la plus interprétée d'un film (Most Performed Song from a Film)
- Citation spéciale (Special Citation)

## BMI Film Music Awards

### Années 1980

#### 1985
- Charles Fox - Bonjour les vacances 2

#### 1987
- Miles Goodman pour À propos d'hier soir...
- Danny Elfman pour À fond la fac
- Peter Best pour Crocodile Dundee
- Andy Summers pour Le Clochard de Beverly Hills
- Thomas Newman pour Gung Ho, du saké dans le moteur
- Lennie Niehaus pour Le Maître de guerre
- John Barry pour Out of Africa
- John Barry pour Peggy Sue s'est mariée
- Jerry Goldsmith pour Poltergeist 2
- Michael Gore pour Rose bonbon
- David Shire pour Short Circuit

#### 1988
- Miles Goodman et Carlos Santana pour La Bamba
- Eric Clapton et Michael Kamen pour L'Arme fatale
- John Barry pour Tuer n'est pas jouer
- Alan Silvestri pour Une chance pas croyable
- Alan Silvestri pour Predator
- Basil Poledouris pour RoboCop
- David Foster pour Le Secret de mon succès
- Arthur B. Rubinstein pour Étroite Surveillance
- David Newman pour Balance maman hors du train
- John Williams pour Les Sorcières d'Eastwick

#### 1989
- Peter Best pour Crocodile Dundee 2
- Danny Elfman pour Beetlejuice
- Michael Convertino pour Duo à trois
- Herbie Hancock pour Colors
- Nile Rodgers pour Un prince à New York
- Michael Kamen pour Piège de cristal
- Hans Zimmer pour Rain Man
- Jerry Goldsmith pour Rambo 3
- Danny Elfman pour Fantômes en fête
- Randy Edelman pour Jumeaux
- Alan Silvestri pour Qui veut la peau de Roger Rabbit

### Années 1990

#### 1990
- Allô maman, ici bébé (Look Who's Talking) – David Kitay
- L'Arme fatale 2 (Lethal Weapon 2) – Eric Clapton, Michael Kamen et David Sanborn
- Batman – Danny Elfman
- La Guerre des Rose (The War of the Roses) – David Newman
- Indiana Jones et la Dernière Croisade (Indiana Jones and the Last Crusade) – John Williams
- Miss Daisy et son chauffeur (Driving Miss Daisy) – Hans Zimmer
- Né un 4 juillet (Born on the Fourth of July) – John Williams
- La Petite Sirène (The Little Mermaid) – Alan Menken
- Retour vers le futur 2 (Back to the Future Part II) – Alan Silvestri
- SOS Fantômes 2 (Ghostbusters II) – Randy Edelman, Kenneth Edmonds, Antonio Reid et Daryl Simmons pour « On Our Own »

#### 1991
- Alan Silvestri pour Retour vers le futur 3
- John Barry pour Danse avec les loups
- Hans Zimmer pour Jours de tonnerre
- Danny Elfman pour Dick Tracy
- Michael Kamen pour 58 minutes pour vivre
- John Williams pour Maman, j'ai raté l'avion !
- Basil Poledouris pour À la poursuite d'Octobre rouge
- John Williams pour Présumé Innocent
- James Newton Howard, Per Gessle pour « It Must Have Been Love » dans Pretty Woman
- John Du Prez pour Les Tortues Ninja
- Jerry Goldsmith pour Total Recall

#### 1992
- Hans Zimmer pour Backdraft
- Alan Menken pour La Belle et la Bête
- Stanley Clarke pour Boyz N the Hood
- Bernard Herrmann pour Les Nerfs à vif
- John Williams pour Hook ou la Revanche du capitaine Crochet
- Randy Edelman pour Un flic à la maternelle
- Michael Kamen pour Robin des Bois, prince des voleurs
- Jerry Goldsmith pour Les Nuits avec mon ennemi
- John Du Prez pour Les Tortues Ninja 2 : Les héros sont de retour
- Miles Goodman pour Quoi de neuf, Bob ?

#### 1993
- Alan Menken pour Aladdin
- Jerry Goldsmith pour Basic Instinct
- Danny Elfman pour Batman : Le Défi
- Alan Silvestri pour Le Père de la mariée
- Thomas Newman pour Beignets de tomates vertes
- John Williams pour Maman, j'ai encore raté l'avion !
- Hans Zimmer pour Une équipe hors du commun
- Michael Kamen, Eric Clapton et David Sanborn pour L'Arme fatale 3
- Gary Chang pour Piège en haute mer
- Lennie Niehaus pour Impitoyable

#### 1994
- Alan Silvestri pour The Bodyguard
- Hans Zimmer pour Cool Runnings
- Dave Grusin pour The Firm
- Basil Poledouris pour Free Willy
- George Fenton pour Groundhog Day
- Alan Silvestri pour Grumpy Old Men
- John Barry pour Indecent Proposal
- John Williams pour Jurassic Park
- Randy Edelman pour The Last of the Mohicans
- Thomas Newman pour Scent of a Woman
- John Williams pour Schindler's List

#### 1995
- Mark Mancina pour Bad Boys
- Graeme Revell pour The Crow
- Todd Rundgren pour Dumb and Dumber
- David Newman pour The Flintstones
- Alan Silvestri pour Forrest Gump
- Hans Zimmer, Elton John, Tim Rice pour « Can You Feel The Love Tonight » dans Le Roi lion
- William Ross pour The Little Rascals
- Thomas Newman pour Little Women
- Randy Edelman pour The Mask
- Michael Convertino pour The Santa Clause
- John Barry pour The Specialist
- Mark Mancina pour Speed
- David Arnold pour Stargate

#### 1996
- L'Amour à tout prix (While You Were Sleeping) – Randy Edelman
- Broken Arrow – Hans Zimmer
- Congo – Jerry Goldsmith
- GoldenEye – Éric Serra
- Les Grincheux 2 (Grumpier Old Men) – Alan Silvestri
- Une journée en enfer (Die Hard: With a Vengeance) – Michael Kamen
- Mortal Kombat – George S. Clinton
- Où sont les hommes ? (Waiting to Exhale) – Kenneth Edmonds
- Le Père de la mariée 2 (Father of the Bride Part 2) – Alan Silvestri
- Pocahontas : Une légende indienne (Pocahontas) – Alan Menken
- Professeur Holland (Mr. Holland's Opus) – Michael Kamen
- Sur la route de Madison (The Bridges of Madison County) – Lennie Niehaus
- USS Alabama (Crimson Tide) – Hans Zimmer

#### 1997
- Les 101 Dalmatiens (101 Dalmatians) – Michael Kamen
- Le Bossu de Notre-Dame (The Hunchback of Notre Dame) – Alan Menken
- L'Effaceur (Eraser) – Alan Silvestri
- Independence Day – David Arnold
- Mission impossible (Mission: Impossible) – Danny Elfman
- Phénomène (Phenomenon) – Thomas Newman (Wayne Kirkpatrick pour « Change the World »)
- Le Professeur foldingue (The Nutty Professor) – David Newman
- Rock (The Rock) – Hans Zimmer
- Star Trek : Premier Contact (Star Trek: First Contact) – Jerry Goldsmith
- Twister – Mark Mancina

#### 1998
- Air Force One – Jerry Goldsmith
- Anaconda, le prédateur (Anaconda) – Randy Edelman
- Beavis et Butt-Head se font l'Amérique (Beavis and Butt-Head Do America) – John Frizzell
- Demain ne meurt jamais (Tomorrow Never Dies) – David Arnold
- Wedding Singer : Demain, on se marie ! (The Wedding Singer) – Teddy Castellucci
- Flubber – Danny Elfman
- L.A. Confidential – Jerry Goldsmith
- Le Saint (The Saint) – Graeme Revell
- Les Ailes de l'enfer (Con Air) – Mark Mancina
- Men in Black – Danny Elfman
- Pour le pire et pour le meilleur (As Good as It Gets) – Hans Zimmer
- Good Will Hunting – Danny Elfman

#### 1999
- Armageddon – Trevor Rabin
- L'Arme fatale 4 (Lethal Weapon 4) – Michael Kamen
- Docteur Dolittle (Doctor Dolittle) – Richard Gibbs
- Ennemi d'État (Enemy of the State) – Harry Gregson-Williams
- Ennemi d'État (Enemy of the State) – Trevor Rabin
- Fourmiz (Antz) – Harry Gregson-Williams
- Godzilla – David Arnold
- L'homme qui murmurait à l'oreille des chevaux (The Horse Whisperer) – Thomas Newman
- Il faut sauver le soldat Ryan (Saving Private Ryan) – John Williams
- Ma meilleure ennemie (Stepmom) – John Williams
- Matrix (The Matrix) – Don Davis
- Mulan – Jerry Goldsmith
- Payback – Chris Boardman
- Les Razmoket, le film (The Rugrats Movie) – Mark Mothersbaugh
- Rush Hour – Lalo Schifrin
- Shakespeare in Love – Stephen Warbeck
- Six jours, sept nuits (Six Days Seven Nights) – Randy Edelman
- Vous avez un message (You've Got Mail) – George Fenton
- Waterboy (The Waterboy) – Alan Pasqua

### Années 2000

#### 2000
- Thomas Newman pour American Beauty
- Richard Horowitz pour Any Given Sunday
- George S. Clinton pour Austin Powers: The Spy Who Shagged Me
- Teddy Castellucci pour Big Daddy
- Trevor Rabin pour Deep Blue Sea
- Christopher Young pour Entrapment
- Thomas Newman pour Erin Brockovich
- Thomas Newman pour The Green Mile
- Jerry Goldsmith pour The Haunting
- Jerry Goldsmith pour The Mummy
- Danny Elfman pour Sleepy Hollow
- John Williams pour Star Wars, Episode I: The Phantom Menace
- Mark Mancina pour Tarzan
- David Arnold pour The World Is Not Enough

#### 2001
- Richard Gibbs pour Big Momma's House
- Ed Shearmur pour Charlie's Angels
- Harry Gregson-Williams pour Chicken Run
- Danny Elfman pour The Family Man
- Trevor Rabin pour 60 secondes chrono (Gone in 60 Seconds)
- Ed Shearmur pour Miss Congeniality
- Lalo Schifrin pour Mission: Impossible 2
- David Newman, Janet Jackson -« Doesn't Really Matter » dans Nutty Professor 2: The Klumps
- John Williams pour The Patriot
- Trevor Rabin pour Remember the Titans
- Mark Mothersbaugh pour Rugrats in Paris
- David Kitay pour Scary Movie
- Lennie Niehaus pour Space Cowboys
- Cliff Martinez pour Traffic
- Richard Marvin pour U-571
- John Ottman pour X-Men

#### 2002
- Along Came a Spider – Jerry Goldsmith
- A.I. Intelligence artificielle (Artificial Intelligence: A.I.) – John Williams
- L'Âge de glace (Ice Age) – David Newman
- Docteur Dolittle 2 (Doctor Dolittle 2) – David Newman
- Fast and Furious (The Fast and the Furious) – Brian Wayne Transeau
- Harry Potter à l'école des sorciers (Harry Potter and the Philosopher's Stone) – John Williams
- John Q – Aaron Zigman
- Jurassic Park 3 (Jurassic Park III) – Donald Davis et John Williams
- Lara Croft: Tomb Raider – Graeme Revell
- Ocean's Eleven – David Holmes
- Opération Espadon – (Swordfish) – Paul Oakenfold et Christopher Young
- La Planète des singes (Planet of the Apes) – Danny Elfman
- La Revanche d'une blonde (Legally Blonde) – Rolfe Kent
- Rush Hour 2 – Lalo Schifrin
- Shrek – Harry Gregson-Williams
- Training Day – Mark Mancina

#### 2003
- 8 Mile – Eminem
- Arrête-moi si tu peux (Catch Me If You Can – John Williams
- Austin Powers dans Goldmember (Austin Powers in Goldmember – George S. Clinton
- Les aventures de Mister Deeds (Mr. Deeds – Teddy Castellucci
- Bronx à Bel Air (Bringing Down the House – Lalo Schifrin
- Chicago – Danny Elfman
- Comment se faire larguer en dix leçons (How to Lose a Guy in 10 Days – David Newman
- Daredevil – Graeme Revell
- Fashion victime (Sweet Home Alabama) – George Fenton
- Harry Potter et la Chambre des secrets (Harry Potter and the Chamber of Secrets – John Williams
- Hyper Noël (The Santa Clause 2 – George S. Clinton
- Mariage à la grecque (My Big Fat Greek Wedding – Alexander Janko et Chris Wilson
- Men in Black 2 – Danny Elfman
- Meurs un autre jour (Die Another Day – David Arnold
- Minority Report – John Williams
- Scooby-Doo – David Newman
- Les Sentiers de la perdition (Road to Perdition) – Thomas Newman
- La Somme de toutes les peurs (The Sum of All Fears) – Jerry Goldsmith
- Spider-Man – Danny Elfman
- Star Wars, épisode II : L'Attaque des clones (Star Wars, Episode II: Attack of the Clones) – John Williams
- xXx – Randy Edelman

#### 2004
- 2 Fast 2 Furious – David Arnold
- 50 First Dates – Teddy Castellucci
- Along Came Polly' – 'Theodore Shapiro
- Anger Management – Teddy Castellucci
- Bad Boys II – Trevor Rabin
- Brother Bear – Mark Mancina
- Le Chat chapeauté (The Cat in the Hat) – David Newman
- Charlie's Angels: Full Throttle – Ed Shearmur
- Daddy Day Care – David Newman
- Finding Nemo – Thomas Newman
- Freaky Friday – Rolfe Kent
- Freddy vs. Jason – Graeme Revell
- Hulk – Danny Elfman
- Legally Blonde 2: Red, White and Blonde – Rolfe Kent
- The Matrix Reloaded – Don Davis
- The Matrix Revolutions – Don Davis
- Scary Movie 3 – James L. Venable
- The School of Rock – Craig Wedren
- Starsky and Hutch – Theodore Shapiro
- The Texas Chainsaw Massacre – Steve Jablonsky
- X-Men 2 – John Ottman

#### 2005
- Alien vs. Predator (AVP: Alien vs. Predator) – Harald Kloser
- Benjamin Gates et le Trésor des Templiers (National Treasure) – Trevor Rabin
- Les Désastreuses Aventures des orphelins Baudelaire (Lemony Snicket's A Series of Unfortunate Events) – Thomas Newman
- Dodgeball ! Même pas mal ! (Dodgeball: A True Underdog Story) – Theodore Shapiro

- The Grudge – Christopher Young

- Harry Potter et le Prisonnier d'Azkaban (Harry Potter and the Prisoner of Azkaban) – John Williams
- Hitch, expert en séduction (Hitch) – George Fenton
- Les Indestructibles (The Incredibles) – Michael Giacchino
- Le Jour d'après (The Day After Tomorrow) – Harald Kloser

- Lolita malgré moi (Mean Girls) – Rolfe Kent
- Man on Fire – Harry Gregson-Williams
- N'oublie jamais (The Notebook) – Aaron Zigman
- Ocean's Twelve – David Holmes
- On arrive quand ? (Are We There Yet?) – David Newman
- Piège de feu (Ladder 49) – William Ross
- Présentateur vedette : La Légende de Ron Burgundy (Anchorman: The Legend of Ron Burgundy) – Alex Wurman
- Shrek 2 – Harry Gregson-Williams
- Sideways – Rolfe Kent
- Sin City – Graeme Revell
- Spider-Man 2 – Danny Elfman
- Le Terminal (The Terminal) – John Williams

#### 2006
- Big Mamma 2 – George S. Clinton
- Le Cercle 2 (The Ring Two) – Henning Lohner
- La Coccinelle revient (Herbie: Fully Loaded) – Mark Mothersbaugh
- La Guerre des mondes (The War of the Worlds) – John Williams
- Les Quatre Fantastiques – John Ottman
- La Marche de l'empereur – Alex Wurman
- Sahara – Clint Mansell
- Le secret de Brokeback Mountain (Brokeback Mountain) – Gustavo Santaolalla

#### 2007
- 300 – Tyler Bates
- Casino Royale – David Arnold
- Le Diable s'habille en Prada (The Devil Wears Prada) – Theodore Shapiro
- Little Miss Sunshine – Mychael Danna
- The Queen – Alexandre Desplat
- Les Rois du patin (Blades of Glory) – Theodore Shapiro
- Super Noël 3 : Méga Givré (The Santa Clause 3: The Escape Clause) – George S. Clinton
- Toi et moi... et Dupree (You, Me and Dupree) – Theodore Shapiro

#### 2008
- Alvin et les Chipmunks (Alvin and the Chipmunks) – Christopher Lennertz
- Transformers – Steve Jablonsky

#### 2009
- Alvin et les Chipmunks 2 (Alvin and the Chipmunks: The Squeakquel) – David Newman
- Indiana Jones et le Royaume du crâne de cristal (Indiana Jones and the Kingdom of the Crystal Skull) – John Williams
- Le Monde de Narnia : Le Prince Caspian (The Chronicles of Narnia: Prince Caspian) – Harry Gregson-Williams
- Taken – Nathaniel Méchaly
- Tonnerre sous les tropiques (Tropic Thunder) – Theodore Shapiro
- Watchmen : Les Gardiens (Watchmen) – Tyler Bates

### Années 2010

#### 2010
- I Love You, Man – Theodore Shapiro
- Journal d'un dégonflé (Diary of a Wimpy Kid) – Theodore Shapiro
- Transformers 2 : La Revanche (Transformers: Revenge of the Fallen) – Steve Jablonsky

#### 2012
- Alvin et les Chipmunks 3 (Alvin and the Chipmunks: Chipwrecked) – Mark Mothersbaugh
- Les Aventures de Tintin : Le Secret de La Licorne (The Adventures of Tintin : The Secret of the Unicorn) – John Williams
- Cheval de guerre (War Horse) – John Williams
- Real Steel – Danny Elfman
- Transformers 3 : La Face cachée de la Lune (Transformers: Dark of the Moon) – Steve Jablonsky

#### 2013
- Men in Black 3 – Danny Elfman
- Taken 2 – Nathaniel Méchaly

#### 2014
- Percy Jackson : La Mer des monstres (Percy Jackson: Sea of Monsters) – Andrew Lockington

#### 2015
- Taken 3 – Nathaniel Méchaly

#### 2017
- La Fille du train (The Girl on the Train) – Danny Elfman
- John Wick 2 – Tyler Bates et Joel J. Richard

#### 2018
- Justice League – Danny Elfman

### Années 2020

#### 2020
- John Wick Parabellum - Tyler Bates et Joel J. Richard
- Le Voyage du Docteur Dolittle - Danny Elfman

## Chanson la plus interprétée d'un film
- 1989 : Cocktail – Mike Love, Scott McKenzie et Terry Melcher pour la chanson Kokomo
- 1991 : Pretty Woman – Per Gessle pour la chanson It Must Have Been Love
- 1996 : Batman Forever – Seal pour la chanson Kiss from a Rose
- 2003 : 8 Mile – Eminem et Jeff Bass  pour la chanson Lose Yourself

## Citation spéciale
- 2002 : O'Brother (O Brother, Where Art Thou?) – T-Bone Burnett